# Riisvangen Stadion
Riisvangen Stadion er et idrætsstadion i det nordlige Aarhus, hvor boldklubben Aarhus Fremad har hjemmebane. På klubbens hjemmebane, er der plads til ca. 5.000 tilskuere, hvoraf der er 20 siddepladser og 8 bænke.
Oprindeligt er Riisvangen Stadion bygget til flere sportsgrene, herunder atletik (løb og spring) og tennis, men de seneste år har fodbolden overtaget det meste og der er ikke længere mulighed for at dyrke atletik. Annexhallen, en indendørs idrætshal lige vest for stadion, blev oprindeligt bygget som en udvidelse af stadions faciliteter, men Annexhallen benyttes i dag af idrætsforeningen Skovbakken og har ikke noget med Riisvangen Stadion at gøre. 
Under en pokal kamp i 2013 mod AGF undersøgte Aarhus Fremad hvad det ville koste at få et lysanlæg, men på grund af prisen valgte klubben at flytte kampen til AGFs stadion NRGi Park.
Riisvangen er kendt for sit fine græstæppe [kilde mangler] og har to spiseboder. Der er monteret varme i banen, men dette har være ude af drift de seneste par sæsoner.[kilde mangler]
- Indgangsport til stadion
- Tennisbanerne
- Aarhus Fremads Klubhus

## Historie

### Opførelse af anlægget
Riisvangen Stadion blev anlagt i 1930'erne på initiativ af kommunen. Man havde i tiden op til anlæggelsen oplevet en stor befolkningstilvækst i det nordlige Aarhus, og man ville med opførelsen af idrætsanlægget imødekomme behovet for at dyrke idræt i området. Stadionet blev anlagt i et område, der dengang var uden bebyggelse.
I første omgang havde IK Skovbakken hjemmebane på Riisvangen Stadion. I 1952-53, blev Annexhallen opført lige vest for stadion, en indendørs idrætshal som Skovbakken også benyttede. I 1970'erne havde Skovbakken dog vokset sig for stor til faciliteterne, og flyttede til Vejlby/Risskov Centret, men beholdte Annexhallen.

### Beslaglæggelse af den tyske besættelsesmagt i 40'erne
Under 2. verdenskrig gjorde den tyske besættelsesmagt krav på anlægget, hvor de beslaglagde halvdelen af klubhuset og udgravede en af fodboldbanerne for at støbe kanonfundamenter samt underjordiske mandskabsrum i beton.

#### Kanonopstillinger & sabotage af lokalbefolkningen
Besættelsesmagten gjorde krav gældende over for Skovbakken ved besættelsen af Århus. Det meddeltes en eftermiddag formanden, at tyskerne den følgende morgen ville beslaglægge den ene fodboldbane for at bygge lettere kanonstillinger på den. De ville desuden overtage halvdelen af klubhuset til mandskabsrum. I hast blev klubbens ledere mobiliseret. De ryddede klubhuset for mest muligt af værdi, fjernede ikke mindre end 5 store billæs, heri 2 læs nye kantbrædder til løbe- og springbaner, som var opmagasineret i huset. Det hele blev kørt til Jyllands Papirværks store lagerlokaler. Dette firma havde, som ved flere andre lejligheder, vist sig meget imødekommende overfor klubben og ville indtil videre gratis opbevare alle møbler, redskaber, materialer m.m. - Ved besættelsesmagtens ankomst næste morgen fandt man forkullede rester af enkelte gulvbrædder og skillerum. I øvrigt var huset uskadt efter besøg af natlige brandstiftere.
Under besættelsestiden vides meget om tyskernes aktiviteter og rumsteren på stedet. Desværre er der ikke nævnt nogle præcise datoer, så det er uvist, hvornår der blev etableret en kanonstilling. Der har været tale om antiluftskyts enten som en kanon eller maskinkanon, med hvad der dertil hører af anlæg til mandskab, ammunition osv. vides ikke.

#### Tyskernes ombygning af anlægget
Tyskerne for hårdt frem mod anlægget, skønt de kun havde bebudet mindre foranstaltninger. De ødelagde den ene fodboldbane bogstavelig talt i bund og grund, idet de efter kæmpemæssige udgravninger støbte kanonfundamenter og underjordiske mandskabsrum i beton, og de stillede pigtråd op på den anden fodboldbane. I øvrigt forbød de - trods løfte om det modsatte - klubbens medlemmer adgang til den anden halvdel af klubhuset, og de begrundede deres forbud med, at idrætsfolkene kunne skjule bomber i deres tasker.

#### Mangel på omklædningsrum og en separat træningsbane
Klubben kunne nu kun disponere over atletik- og tennisbaner samt over opvisningsbanen, som fodboldafdelingens førstehold fik lov til at træne på. Omklædningsrum måtte man med meget besvær sikre sig i et par ad nabolagets villaer, hvis ejere kunne stille kolde, fugtige kælderrum til rådighed. - Vel blev der trænet, men aldrig i nogen stor målestok, eftersom tyskernes bevæbnede vagtposter ved deres overværelse af arbejdet irriterede og generede i meget høj grad.

#### Sabotage ved krigens afslutning
Det nævnes et sted, at stedet skulle være blevet saboteret d. 17. april 1945 med i alt 8 bomber. Hvis det stemmer, er det givetvis sket, efter at skytset er blevet flyttet til Tyskland. Det skete i vid udstrækning for antiluftskyts i Danmark i de sidste måneder af krigen, da der var mere brug for kanoner i Tyskland end i Danmark. Modstandsbevægelse saboterede sjældent bevogtede militæranlæg, så hvis det er blevet saboteret, har det sikkert været "tomt", hvor kun anlægget uden skyts har stået tilbage.

### Efter besættelsen
Stort set var klubben hjemløs, og der indtrådte stagnation på næsten alle områder. Besættelsestiden blev en uhyre bitter tid for "Skovbakken". Heldigvis kom omsider befrielsen med fornyet livsudfoldelse overalt. "Skovbakken" overtog igen Riisvangen Stadion i fuldt omfang, og efter en større omkalfatring af klubhuset, som var forfærdeligt ramponeret, kunne man afholde et stort genåbningsstævne og tage fat på ny.
Det stod klart, at store reparationsarbejder krævedes, før anlægget igen var intakt, og det viste sig i løbet af de nærmest følgende år, at en omfattende og kostbar modernisering var uundgåelig. Betonværkerne blev bortsprængt ved offentlig foranstaltning, og den tidligere træningsbane genopstod, men blev lidt mindre, således at der blev plads til en længe savnet håndboldbane for enden af den noget afkortede fodboldbane.